# Wereld Amazigh Congres
Het Wereld Amazigh Congres (Berber: Agraw Amaḍlan Amaziɣ (G.M.M.), ⴰⴳⵔⴰⵡ ⴰⵎⴰⴹⵍⴰⵏ ⴰⵎⴰⵣⵉⵖ) is een internationale organisatie die tot doel heeft het bewustzijn van de identiteit, taal en cultuur van de Berbers in heel Noord-Afrika te beschermen en te bevorderen.
In oktober 2011 werd Fathi Ben Khalifa gekozen tot voorzitter van het congres, ter vervanging van Belkacem Lounes.
In juli 2015 werd Kamira nayt Saïd verkozen tot nieuwe president voor de komende 3 jaar.